# Ťing-men
Ťing-men (čínsky pchin-jinem Jīngmén, znaky 荆门) je městská prefektura v Čínské lidové republice. Patří k provincii Chu-pej.
Celá prefektura má měla roku 2020 dva a půl milionu obyvatel a rozlohu 12 344 čtverečních kilometrů.

## Správní členění
Městská prefektura Ťing-men se člení na pět celků okresní úrovně, a sice dva městské obvody, dva městské okresy a jeden okres.
| Tung-pao Tuo-tao městský okres · Ťing-šan městský okres · Čung-siang okres · Ša-jang |        |                       |             |                                         |
| Název                                                                                | Název  | Počet obyvatel (2020) | Rozloha km² | Hustota zalidnění (obyv. na km²) (2020) |
| český přepis                                                                         | znaky  | Počet obyvatel (2020) | Rozloha km² | Hustota zalidnění (obyv. na km²) (2020) |
| Městské obvody                                                                       |        |                       |             |                                         |
| Tung-pao                                                                             | 东宝区 | 356 938               | 1 654       | 216                                     |
| Tuo-tao                                                                              | 掇刀区 | 430 532               | 597         | 722                                     |
| Městské okresy                                                                       |        |                       |             |                                         |
| Ťing-šan                                                                             | 京山市 | 544 743               | 3 520       | 155                                     |
| Čung-siang                                                                           | 钟祥市 | 868 897               | 4 427       | 196                                     |
| Okresy                                                                               |        |                       |             |                                         |
| Ša-jang                                                                              | 沙洋县 | 395 717               | 2 146       | 184                                     |
|                                                                                      |        |                       |             |                                         |
| Celkem                                                                               | Celkem | 2 596 927             | 12 344      | 210                                     |